# Macrodactylus squamiger
Macrodactylus squamiger är en skalbaggsart som beskrevs av Frey 1963. Macrodactylus squamiger ingår i släktet Macrodactylus och familjen Melolonthidae. Inga underarter finns listade i Catalogue of Life.